# Landadel
Landadel ist wie sein Gegenstück Stadtadel – obwohl häufig gebraucht – kein fest umrissener fachspezifischer Begriff und auch erst ein moderner Ausdruck. Bei literarischer Verwendung muss dem Zusammenhang entnommen werden, ob er positiv oder negativ belegt ist. Das reicht von naturverbunden bis provinziell. Die volle Bedeutungsspannweite für die Neuzeit ist in der Schicht der Junker enthalten.
Im Prinzip ist aller Adel in agrarisch strukturierten Feudalsystemen Landadel – der Adelige erhält von seinem Grundherrn Land zum Lohn für seine Gefolgschaft. Auf dem Landbesitz entstanden adelige Landgüter, deren jeweilige Eigentümerfamilien zum Gutsadel gezählt wurden. Mit dem Entstehen des Ministerialenadels (Dienstadel) und der wachsenden Bedeutung der Städte im Hoch- und Spätmittelalter entstand dort die Schicht der Patrizier, die sich aus in die Stadt gezogenen Ministerialen und ökonomisch aufgestiegenen Bürgerfamilien bildete.
Der erst später dafür verwendete Begriff Patrizier geht auf die Antike zurück, der römische Patrizier hatte ursprünglich seine ökonomischen Grundlagen auf dem Land. Mit zunehmender Bedeutung Roms fielen den vornehmsten Familien Regierungsaufgaben zu. Mittelalterlicher Stadtadel findet sich vor allem im italienischen Adel, z. B. die Medici in Florenz und die Visconti in Mailand, doch auch im Patriziat der größeren Reichsstädte, etwa dem Nürnberger Patriziat. In großen Haupt- und Residenzstädten sammelte sich Landadel oft auch bei Hof an, um Einfluss oder einträgliche Posten zu gewinnen. In Frankreich geschah dies, im Zeitalter des Absolutismus vorangetrieben, bis zur Revolution.
Scherzhaft wird der Begriff auch für in einem Dorf alteingesessene Bauernfamilien verwendet.

## Ähnliche Formen
- Gentry, niederer, landbesitzender Adel auf den britischen Inseln